# Назаров, Александр Павлович
Алекса́ндр Па́влович Наза́ров (10 августа 1941, Дмитриевка, Тамбовская область, РСФСР, СССР — 15 июня 2005, Москва, Россия) — советский и российский актёр театра и кино.

## Биография
Окончил ГИТИС им. Луначарского в 1963 году, Марийская студия.
С 1964 по 1980 год — артист Московского академического театра имени Владимира Маяковского. В 1980—1988 годах работал по договорам (артист антрепризы и кино). В 1988—1996 годах — артист Московского театра «Одеон» под руководством Е. В. Радомысленского. С 1996 по 2005 год — артист театра «Содружество актёров Таганки»
Дебютировал в кино в роли Аркадия Ершова в фильме Резо Чхеидзе «Отец солдата» (1964). Снимался в популярных советских кино- и телевизионных фильмах, в том числе «Следствие ведут ЗнаТоКи. Любой ценой» (1977), «Мнимый больной» (1979; премьера 1980), «Дульсинея Тобосская» (1980), «Гардемарины, вперёд!», «Питер Пэн» (оба — 1987). Озвучил отца-волка и Каа в первой и пятой частях мультфильма Романа Давыдова «Маугли» («Ракша», 1967; «Возвращение к людям», 1971).
Похоронен на Митинском кладбище.

## Фильмография
| Год  |     | Название                                  | Роль                        |
| ---- | --- | ----------------------------------------- | --------------------------- |
| 1964 | ф   | Отец солдата                              | Аркадий Ершов               |
| 1967 | мф  | Маугли. Ракша                             | отец-волк                   |
| 1968 | тсп | Эта деревня Могила…                       | Пищуль                      |
| 1969 | тсп | Здравствуйте, наши папы!                  | Владимир Павлович Покрышкин |
| 1970 | ф   | Два дня чудес                             | Ростислав Михайлович        |
| 1971 | док | Любимая роль сцена из спектакля «Разгром» | эпизод (нет в титрах)       |
| 1971 | мф  | Маугли. Возвращение к людям               | Каа                         |
| 1971 | тсп | Таланты и поклонники                      | Вася                        |
| 1973 | мтф | Назначение                                | эпизод                      |
| 1974 | тсп | Бесприданница                             | Иван                        |
| 1974 | ф   | Время её сыновей                          | Станислав Казимирович Кубик |
| 1974 | мтф | Совесть                                   | Воловик                     |
| 1975 | тсп | Старший мастер                            | Имя персонажа не указано    |
| 1976 | ф   | Всё дело в брате                          | Имя персонажа не указано    |
| 1976 | ф   | Такая она, игра                           | эпизод                      |
| 1976 | ф   | Театр неизвестного актёра                 | эпизод                      |
| 1976 | ф   | Запасной аэродром                         | Эдуард Васильевич           |
| 1977 | ф   | В профиль и анфас                         | танцующий на свадьбе        |
| 1977 | тф  | Следствие ведут ЗнаТоКи. Любой ценой      | первый арестованный         |
| 1978 | ф   | Поговорим, брат…                          | эпизод (нет в титрах)       |
| 1980 | тф  | Мнимый больной                            | Полишинель                  |
| 1980 | тф  | Дульсинея Тобосская                       | Санчо Панса                 |
| 1981 | тф  | Шофёр на один рейс                        | продавец «Волги»            |
| 1981 | мтф | Предел возможного                         | Долгополов                  |
| 1985 | ф   | Прыжок                                    | Санчо                       |
| 1987 | мтф | Гардемарины, вперёд!                      | писарь в Навигацкой школе   |
| 1987 | тф  | Питер Пэн                                 | Билл Джукс                  |
| 1990 | ф   | Нелюдь                                    | эпизод                      |
| 1991 | ф   | Виват, гардемарины!                       | мельник                     |